# The Quarter
The Quarter är en ort och ett distrikt på Anguilla. Den ligger i den centrala delen av landet, 3 kilometer sydost om huvudstaden The Valley. Antalet invånare är 959.